# 帕卡亚萨米里亚国家保护区
帕卡亚萨米里亚国家保护区（西班牙語：Reserva Nacional Pacaya Samiria，縮寫RNPS），是一个位于秘鲁亚马逊雨林中的保护区，行政區屬於洛雷托大区。它的面积是208万公顷，是秘鲁最大的国家级保护区，也是国家第二大的自然保护区（在奥拓普鲁斯国家公园之后）以及南美洲第四大的保护区。它也是在南美洲亚马逊河流域内（生态系统称为“瓦尔泽亚”）最大的保护区，因此它于1986年8月28日被指定为湿地公约地区（RAMSAR）。根据国际自然保护联盟的自然保护区的类别，它被划定为“资源管制的保护区”。
这个保护区内有208个村落，居住着4万人，另有5万人居住在在保护区周围。在这儿存在56个民族，其中有当地的原住民科卡马·哥卡米加族（Cocama-Cocamilla），以及混血种人，他们靠保护区的自然资源生存。

## 气候
气候高温而且潮湿，温度通常超过34°C。如同整个亚马逊雨林，有两个明确的季节：一個是枯水期或夏季（从五月到十月），被称为亚马逊雨林夏季，在这个季节形成白色河滩；另一個季节是涨水期或雨季（从十一月到四月），被称为亚马逊冬季。年平均气温在20°C 至33°C 之间。年平均降雨量在2,000至3,000毫米之间。参观国家级自然保护区的最佳季节是从五月到一月。

## 水文
自然保护区內有两条主要河流：西北部的萨米利亚河（río Samiria），是马拉尼翁河的支流。東南部的帕卡亚河（río Pacaya），是乌卡亚利河的支流。保护区内有大约80个湖泊。马拉尼翁河和乌卡亚利河汇合处，是亚马逊河名义上的起源。

## 生物多样性
在这个自然保护区很容易发现很大片的曲叶矛榈林，淹水地带盛产曲叶矛榈树（学名：Mauritia flexuosa）。据研究，在那儿有超过1025种脊椎动物，还有449种鸟类动物群。

## 旅游业
目前有6个旅游区。其中，瑙塔卡尼奥（Nauta Caño）、 亚纳亚库-普卡特（Yanayacu-Pucate）和提比罗-帕斯特克查（Tibilo-Pastococha）都是最热门的旅游景点，离伊基托斯（Iquitos）（前两个）和尤里马瓜斯（Yurimaguas）（第三个）都很近。
在旅游区有当地居民组成的团队，负责棕榈树的合理管理并提供旅游服务。关于专门提供旅游服务的村民组织，有一些政府和国际组织对这些村民进行了充分的培训，使他们有能力制订在保护区内的旅游行程，并为国内外游客提供良好的照顾和服务。同样，也配备了舒适的居所，能容纳有限的游客人数（不超过八人），以减少对环境的影响。
人们不可以单独进入保护区，必须透过经授权的旅行社、旅馆、游轮（豪华游船），或直接与保护区内的村民组织联系。根据游客的要求，该村民组织可以到瑙塔或伊基托斯去接送。参观保护区的旅游费用是每人每天120至300索尔（大概是40到100美元），当地旅游团最便宜的价格是120至150索尔。票价通常包括一切花费：从城市到保护区的交通费、 伙食费、住宿费，以及保护区的导游费用。根据每组人数和停留时间，可以调降票价。参观这一个保护区最少需要3天，通常建议停留5至7天。此外，人们可以担任护林志愿者进入保护区。